# 아반나타

아반나타(Avannaata)는 그린란드의 북서부의 행정구역이다. 면적은 522,700㎢에 인구는 10,726명으로 조사되었다. 행정중심지는 일루리사트이다.
2018년부터 카수이추프에서 남부의 케케르탈리크가 분리되면서 북부에 신설되었다.